# 3-Chlor-4-methylanilin
3-Chlor-4-methylanilin ist eine chemische Verbindung aus der Gruppe der Aminobenzole und Monochloraniline. Das Hydrochlorid der Verbindung ist aufgrund der hohen Giftigkeit für Vögel auch unter dem Namen Starlicid bekannt.

## Gewinnung und Darstellung
3-Chlor-4-methylanilin kann durch Chlorierung von p-Nitrotoluol und anschließende katalytische Reduktion an sulfidierten Palladium/Aktivkohle-Kontakten gewonnen werden.

## Eigenschaften
3-Chlor-4-methylanilin ist ein brennbarer, schwer entzündbarer, bei Raumtemperatur langsam schmelzender Feststoff, der schwer löslich in Wasser ist. Bei Temperaturen über dem Schmelzpunkt gelbbraune Flüssigkeit. Ein verunreinigtes Produkt kann auch bei Raumtemperatur flüssig sein. Die Zersetzungstemperatur der Verbindung liegt über 500 °C, wobei bei der Zersetzung unter anderem Chlorwasserstoff entsteht. Von der Verbindung sind zwei stabile und eine metastabile Phase bekannt.

## Verwendung
3-Chlor-4-methylanilin wird zur Herstellung von 2-Chlor-4-cyanotoluol durch Sandmeyer-Reaktion mit Kupfer(I)-cyanid verwendet. Es kann auch als Zwischenprodukt zur Herstellung von anderen chemischen Verbindungen, wie dem Herbizid Chlortoluron, eingesetzt werden. Das Hydrochlorid von 3-Chlor-4-methylanilin ist seit 1967 in den USA zur Vogelbekämpfung zugelassen.